# Žica
Žica je metalni cilindrični objekt, obično kružnog presjeka, duljine mnogo većeg od promjera, zbog čega je savitljiva, ali može podnijeti vlačno naprezanje. Ova mehanička svojstva su bitna za većinu primjena, međutim u elektrotehnici je najvažnije da metal dobro vodi električnu struju.
Žice se rabe samostalno, kao sirovina za izradu drugih predmeta rezanjem i savijanjem, a od više žica se izrađuju metalna užad i kabeli.